# Sisyrinchium exilifolium
Sisyrinchium exilifolium är en irisväxtart som beskrevs av Pierfelice Ravenna. Sisyrinchium exilifolium ingår i släktet gräsliljor, och familjen irisväxter. Inga underarter finns listade i Catalogue of Life.